# Chiesa di Santa Maria Maddalena (Basovizza)
La chiesa di Santa Maria Maddalena (in sloveno Cerkev Sv. Marije Magdalena) è la parrocchiale di Basovizza (Bazovica), in provincia e diocesi di Trieste. Inoltre, fa parte del decanato di Opicina.

## Storia
Si sa che nel 1336 a Basovizza era stata aperta al culto una chiesetta dedicata ai Santi Andrea Apostolo e Maria Maddalena. Questa chiesetta, ampliata nel XVIII secolo, intorno alla metà dell'Ottocento era diventata insufficiente a contenere tutti i fedeli che volevano assistere alle funzioni religiose e, così, si decise di demolirla e di costruirne un'altra al suo posto. L'attuale parrocchiale venne costruita su progetto di Giuseppe Sforzi nel 1857 e consacrata il 27 luglio 1862.